# マルコ・アントニオ・ルビオ
マルコ・アントニオ・ルビオ（Marco Antonio Rubio、1980年6月16日 - ）は、メキシコの男性プロボクサー。コアウイラ州トレオン出身。元WBC世界ミドル級暫定王者。トレーナーは元IBF世界フェザー級王者ロベルト・ガルシア。

## 来歴
2000年5月17日、モンテレイでプロデビュー戦を行い4回判定勝ち。
2002年7月19日、ルイス・エンリケ・デルガドとコアウイラ州スーパーウェルター級王座決定戦を行い、初回KO勝ちで王座獲得に成功した。
2002年9月6日、メキシコスーパーウェルター級王座決定戦をジャビエル・サンティバネスと対戦し2回TKO勝ちで王座獲得に成功した。
2002年10月25日、ノルベルト・サンドバルと対戦し2回KO勝ちで初防衛に成功した。
2003年1月1日、サウル・ローマンと対戦し4回KO勝ちで2度目の防衛に成功した。
2003年2月21日、ファウリシノ・アヴィチアと対戦し初回KO勝ちで3度目の防衛に成功した。
2003年3月21日、ヘスス・メンドーサと対戦し初回3ダウンルール適用のストップによるTKO勝ちで4度目の防衛に成功した。
2003年5月16日、ヘスス・アルセと対戦し3試合連続初回KO勝ちで5度目の防衛に成功した。
2003年8月1日、ホセ・バレラとWBCインターナショナルスーパーウェルター級王座決定戦を行い、2回KO勝ちで王座獲得に成功した。
2003年10月8日、初の海外試合となるロシアモスクワでアクハメド・オリゴブと対戦し初回59秒高速KO勝ちで初防衛に成功した。
2003年11月20日、WBCインターナショナル王座とメキシコ王座を同時にかけてクリスチャン・ソラーノと対戦し初回2分51秒3ダウンルール適用のストップによるTKO勝ちでメキシコ王座は6度目、WBCインターナショナル王座2度目の防衛に成功した。
2004年5月1日、アルフレド・アンカマフと対戦し初回2分50秒TKO勝ちで3度目の防衛に成功した。
2004年5月22日、フィッツ・バンデルプールと対戦し初回3ダウンルール適用のストップによるTKO勝ちで4度目の防衛に成功した。
2004年8月5日、アメリカデビュー戦をテキサス州でジェフリー・ヒルとWBOインターコンチネンタルスーパーウェルター級王座決定戦を行い、7回34秒TKO勝ちで王座獲得に成功した。
2004年9月18日、ネバダ州ラスベガスのMGMグランドでコフィー・ジャンツァーとWBCインターナショナル王座とWBO世界スーパーウェルター級王座の挑戦権を賭けて対戦し初回33秒高速KO負けでWBCインターナショナル王座5度目の防衛と指名挑戦権獲得に失敗した。
2006年5月6日、MGMグランドで元IBF世界スーパーウェルター級王者でNABO北米スーパーウェルター級王者カシム・オウマと対戦し12回1-2の判定負けで王座獲得とWBC世界スーパーウェルター級王者への指名挑戦権獲得に失敗した。
2006年9月23日、ウクライナキエフのスポーツ・パレスで後のWBO世界スーパーウェルター級王者ザウルベック・バイサングロフとWBCインターナショナルスーパーウェルター級王座決定戦を行い、初回にダウンを奪うもその後はバイサングロフにすべてのラウンドを取られる展開になり12回0-3の判定負けで王座獲得に失敗した。
2007年1月1日、ダニエル・スタニスラブジェベクとWBAフェデセントロミドル級王座決定戦を行い、12回3-0の判定勝ちで王座獲得に成功した。
2007年6月8日、ホルヘ・ダビオ・デビット・ゴメスと対戦し3回2分26秒TKO勝ちで初防衛に成功した。
2008年2月9日、FACARBOXミドル級王者ホセ・ルイス・ゼルチェと対戦し7回2分22秒TKO勝ちで王座獲得に成功した。
2008年10月18日、ニュージャージー州アトランティックシティのボードウォーク・ホールでWBC世界ミドル級王者への挑戦権を賭けてエンリケ・オルネラスと対戦し12回2-1の判定勝ちで挑戦権獲得に成功した。
2009年2月21日、オハイオ州ヤングスタウンのコベリ・センターでWBC・WBO・リングマガジン認定世界ミドル級王者ケリー・パブリクと対戦し9回終了時棄権で王座獲得に失敗した。
2009年10月31日、WBCラテンアメリカミドル級王座決定戦をホセ・ミゲル・ロドリゲス・ベリオと対戦し初回TKO勝ちで王座獲得に成功した。
2010年1月16日、元WBA世界ウェルター級王者リゴベルト・アルバレスと対戦し9回1分32秒TKO勝ちで初防衛に成功した。
2010年6月12日、サムエル・ミラーとWBCラテンアメリカミドル級王座決定戦を行い、12回3-0の判定勝ちで5か月振りに王座返り咲きに成功した。
2010年8月21日、ホセ・ルイス・ゼルチェと対戦し6回1分16秒TKO勝ちで初防衛に成功した。
2011年4月8日、敵地カナダで25戦全勝で強打を誇る若手ホープのデイビッド・レミューと対戦、7回TKO勝ちでレミューに初黒星をつけた。
2011年11月1日、ウィルソン・サンタナとWBCラテンアメリカスーパーミドル級王座決定戦を行い、8回45秒TKO勝ちで王座獲得に成功した。
2011年9月3日、モハメド・アクロンとWBCラテンアメリカミドル級暫定王座決定戦を行い、5回KO勝ちで王座獲得に成功した。
2012年2月4日、テキサス州サンアントニオのアラモドームでWBC世界ミドル級王者フリオ・セサール・チャベス・ジュニアと対戦し12回0-3の判定負けでまたしても王座獲得に失敗した。
2012年6月30日、IBFインターナショナルミドル級王座決定戦をホルヘ・コタと対戦し7回TKO勝ちで王座獲得に成功した。
2012年9月8日、WBF世界スーパーミドル級王座決定戦をカルロス・バルドミールと行い、4回終了時棄権で王座獲得に成功した。
2012年12月22日、マイケル・ロサレスと対戦し初回と11回にダウンを奪い最後はレフェリーストップとなる11回1分3秒TKO勝ちで初防衛に成功した。
2014年4月5日、チワワ州のグラン・エスタディオでWBC世界ミドル級暫定王座決定戦をドメニコ・スパダと行い、10回1分38秒KO勝ちを収め念願の王座獲得に成功した。
2014年10月18日、カリフォルニア州カーソンのホーム・デポ・センター・テニスコートでWBA・IBO世界ミドル級世界ミドル級スーパー王者ゲンナジー・ゴロフキンと対戦する予定だったが、前日計量でルビオがミドル級の契約体重である160ポンドを1.8ポンドオーバーの161.8ポンドを計測し、2時間の猶予を与えられたが体力の減退を理由に再計量も拒否した為、ルビオは体重超過でWBC世界ミドル級暫定王座を剥奪され、10万ドル（約1080万円）の罰金と1ポンドにつき5万ドル（約540万円）のペナルティーが科されることとなり、ルビオが勝てばIBO王座とWBAスーパー王座は空位になるのと同時にWBC暫定王座が消滅する条件で試合は通常に行われ、立ち上がりからゴロフキンに左ジャブで試合を組み立てられ初回終了間際に右ストレートをねじ込こまれ、2回もゴロフキンの左フックから右アッパーへのコンビネーションで劣勢に立たされ、守勢に回ったルビオはゴロフキンの左フックを脳天に突き刺すダウンを奪われるとレフェリーがそのまま10カウントを数え、2回1分19秒KO負けを喫した。
2015年9月6日、テキサス州コーパスクリスティのアメリカン・バンク・センターで元WBC世界スーパーミドル級王者アンソニー・ディレルとスーパーミドル級10回戦を行う予定だったが、ディレルが前日計量で170.6ポンドを計測し計量失格になりかけたものの、1時間後の再計量で169.6ポンドを計測し計量失格を免れ、試合は前日計量で169.4ポンドを計測したルビオと通常に行われ、10回0-3（90-100、2者が90-100）の判定負けを喫し再起と生き残りに失敗した。

## 獲得タイトル
- コアウイラ州スーパーウェルター級王座
- メキシコスーパーウェルター級王座
- WBCインターナショナルスーパーウェルター級王座
- WBOインターコンチネンタルスーパーウェルター級王座
- WBAフェデセントロミドル級王座
- FACARBOXミドル級王座
- WBCラテンアメリカミドル級王座
- WBCラテンアメリカスーパーミドル級王座
- WBCラテンアメリカミドル級暫定王座
- IBFインターナショナルミドル級王座
- WBF世界スーパーミドル級王座
- WBC世界ミドル級暫定王座（防衛0＝剥奪）